# Aeropuerto Juan Casiano
El Aeropuerto Juan Casiano Solís es la terminal aérea que sirve al municipio de Guapi en el departamento de Cauca ubicado al sur occidente de Colombia. En él llega operación comercial por parte de la aerolínea estatal Satena y la de bajo costo EasyFly. También opera vuelos chárter con la aerolínea charter TAC.

## Destinos

### Destinos nacionales
| Ciudad                          | Nombre del aeropuerto                           | Aerolíneas                           | Aeronaves                       | Frecuencia Semanal                               |
| ------------------------------- | ----------------------------------------------- | ------------------------------------ | ------------------------------- | ------------------------------------------------ |
| Cali                            | Aeropuerto Internacional Alfonso Bonilla Aragón | Satena EasyFly                       | AT45 AT76                       | Las dos aerolíneas varían mucho sus frecuencias. |
| Popayán                         | Aeropuerto Guillermo Leon Valencia              | Transporte Aéreo de Colombia, Satena | Let L-410, Beechcraft 1900 AT46 |                                                  |
| Total: 2 destinos, 2 aerolíneas |                                                 |                                      |                                 |                                                  |

### Destinos chárter
- Transporte Aéreo de Colombia
  - Popayán / Aeropuerto Guillermo León Valencia (Chárter)

### Destinos cancelados
Aerolíneas Extintas
- ACES Colombia
  - Bogotá / Aeropuerto Internacional El Dorado
  - Cali / Aeropuerto Internacional Alfonso Bonilla Aragón

- SAM Colombia
  - Cali / Aeropuerto Internacional Alfonso Bonilla Aragón

Aerolíneas operativas
- LAN Colombia
  - Bogotá / Aeropuerto Internacional El Dorado

- Satena
  - Popayán / Aeropuerto Guillermo León Valencia